# Luboch
Luboch (polsky Kamiennik, německy Wasserkoppe), je plochý vrchol nacházející se v západních Krkonoších, na hranicích Česka a Polska, 4,5 km severovýchodně od Harrachova, 5 km jiho-jihozápadně od Sklarszke Poręby a 1,5 km západně od Szrenice. Od 1. ledna 2021, kdy vstoupil v účinnost zákon č. 51/2020 Sb., o územně správním členění státu, se jedná o nejvyšší vrchol na území okresu Jablonec nad Nisou (do té doby ležel Harrachov, na jehož území se nachází, v okrese Semily).
Na svazích Lubochu rostou podmáčené smrčiny a rašeliniště. Vrchol je nad hranicí lesa a pokrývá jej souvislý porost kleče a travin, zarůstající žulová kamenná moře.

## Přístup
Na vrchol nevede žádná značená cesta, jen hraniční hřebenová pěšina, která vede od Szrenice na západ až do Novosvětského sedla, které odděluje Krkonoše od Jizerských hor. Protože však vrchol leží v I. zóně Krkonošského národního parku, platí na tuto cestu zákaz vstupu a vrchol je tak nepřístupný.